# Ілліновська (Чечня)
Ілліновська (рос. Ильиновская) — станиця у Грозненському районі Чечні Російської Федерації.
Населення становить 2036 осіб (2019). Входить до складу муніципального утворення Ілліновське сільське поселення.

## Історія
Згідно із законом від 20 лютого 2009 року органом місцевого самоврядування є Ілліновське сільське поселення.

## Населення
| 1990  | 2002  | 2010  | 2012  | 2013  | 2014  | 2015  |
| ----- | ----- | ----- | ----- | ----- | ----- | ----- |
| 1046  | ▲1558 | ▲1788 | ▲1840 | ▲1849 | ▲1860 | ▲1896 |
| 2016  | 2017  | 2018  | 2019  |       |       |       |
| ▲1949 | ▲1984 | ▲2010 | ▲2036 |       |       |       |